# Premeditace
Premeditace je v trestním právu kvalifikovanou formou úmyslu. Premeditace patří k subjektivní stránce trestného činu. Pojem premeditace se váže k „myšlenkové činnosti pachatele spočívající v hodnocení protichůdných motivací, která předchází a podmiňuje jeho rozhodnutí spáchat trestný
čin, popř. i rozhodnutí spáchat jej určitým způsobem.“
Podle českého trestního zákoníku má premeditace dvě formy: jednak rozmysl (reflexe), jednak předchozí uvážení (premeditace v užším slova smyslu). Premeditace je obecnou přitěžující okolností (§ 42 písm. a)) a zároveň znakem kvalifikované skutkové podstaty zločinu vraždy (§ 140 odst. 2).
Rozmysl představuje méně intenzivní stupeň racionální kontroly pachatele nad trestným jednáním než předchozí uvážení.